# Elizabeth Peña

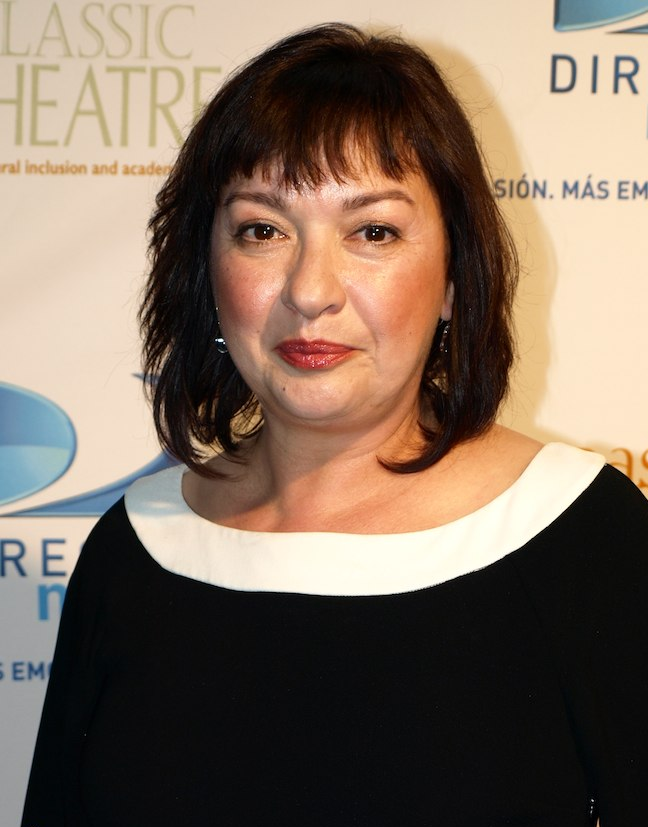
Elizabeth Peña (2009)

Elizabeth Peña (* 23. September 1959 in Elizabeth, New Jersey; † 14. Oktober 2014 in Los Angeles, Kalifornien) war eine US-amerikanische Schauspielerin. In den 1980er und 1990er Jahren war sie eine der bekanntesten amerikanischen Schauspielerinnen hispanischer Herkunft.

## Leben und Leistungen
Elisabeth Peña entstammte einer kubanischen Familie. Ihr Vater war als Schauspieler, Regisseur und Drehbuchautor tätig. Sie wuchs in New York City auf und studierte an der New Yorker High School of the Performing Arts.
Peña debütierte in der preisgekrönten Komödie El Súper (1979). In der Komödie Zoff in Beverly Hills (1986) trat sie als Carmen neben Nick Nolte, Bette Midler und Richard Dreyfuss auf. In der preisgekrönten Mini-Fernsehserie Das Camarena-Komplott (1990) spielte sie eine der Hauptrollen. Eine der Hauptrollen spielte sie ebenfalls – neben Christina Applegate – in der Komödie Dem Mond so nah (1995). Für ihre Rolle im Krimi-Drama Lone Star (1996) gewann sie 1996 den NCLR Bravo Award und 1997 den Independent Spirit Award. Im Jahr 1998 erhielt sie den American Latino Media Arts Award für ihre Rolle im Fernsehthriller Contagious (1997) und wurde für den gleichen Preis für ihre Rolle in der Komödie Gridlock’d – Voll drauf! (1997) nominiert.
Für die Rolle im Actionfilm Rush Hour (1998) gewann sie 1999 den American Latino Media Arts Award und wurde für den Blockbuster Entertainment Award nominiert. Im Jahr 1999 wurde sie für den American Latino Media Arts Award für ihre Rolle im Fernsehfilm Aldrich Ames: Traitor Within (1998) nominiert.
In den Jahren 2000 bis 2002 spielte Peña die Rolle von Beatriz Corrales in der Fernsehserie Resurrection Blvd., außerdem führte sie die Regie bei einigen Folgen. Für diese Rolle gewann sie im Jahr 2001 den American Latino Media Arts Award. In der Komödie Tortilla Soup – Die Würze des Lebens (2001) spielte sie die Rolle von Leticia Naranjo, der Lehrerin und Tochter von Martin Naranjo, den Hector Elizondo spielte. Für diese Rolle gewann sie im Jahr 2002 den American Latino Media Arts Award.
Peña war in erster Ehe mit dem Lehrer William Stephan Kibler verheiratet. Seit dem Jahr 1994 war sie mit Hans Rolla verheiratet, mit dem zusammen sie zwei Kinder hatte.
Sie starb am 14. Oktober 2014 mit 55 Jahren nach kurzer schwerer Krankheit. Als Todesursache wurde in ihrer Sterbeurkunde eine alkoholbedingte Leberzirrhose angegeben, die zu akuten Magen-Darm-Blutungen, kardiogenem Schock und Herzstillstand führte.

## Filmografie (Auswahl)
- 1979: El Súper
- 1986: Zoff in Beverly Hills (Down and Out in Beverly Hills)
- 1987: La Bamba
- 1987: Das Wunder in der 8. Straße (*batteries not included)
- 1988: Vibes – Die übersinnliche Jagd nach der glühenden Pyramide (Vibes)
- 1990: Blue Steel
- 1990: Jacob’s Ladder – In der Gewalt des Jenseits (Jacob’s Ladder)
- 1992: Waterdance (The Waterdance)
- 1992: Erbitterte Jagd (Fugitive Among Us)
- 1994: Roommates (Roommates)
- 1994: Schluß mit lustig (Dead Funny)
- 1995: Dem Mond so nah (Across the Moon)
- 1995: Outer Limits – Die unbekannte Dimension (The Outer Limits, Fernsehserie, Episode 1x08)
- 1995: Free Willy 2 – Freiheit in Gefahr (Free Willy 2: The Adventure Home)
- 1996: Lone Star
- 1997: Contagious
- 1997: Gridlock’d – Voll drauf! (Gridlock’d)
- 1998: Bittere Rache (The Pass)
- 1998: Rush Hour
- 1998: Aldrich Ames: Traitor Within
- 1999: 7 Girlfriends (Seven Girlfriends)
- 2001: Tortilla Soup – Die Würze des Lebens (Tortilla Soup)
- 2001: Impostor
- 2002: ZigZag
- 2004: Die Unglaublichen – The Incredibles (The Incredibles, nur Stimme)
- 2004: Navy CIS: Schatten der Angst (NCIS: Terminal Leave)
- 2004: Clara Harris – Verzweifelte Rache (Suburban Madness)
- 2005: Transamerica
- 2007: Adrift in Manhattan
- 2007: Goal II – Der Traum ist real! (Goal! II)
- 2007: Dragon Wars (디워)
- 2007: Bis später, Max! (Love Comes Lately)
- 2008: Lauf um dein Leben (Racing for Time, Fernsehfilm)
- 2008: A Single Woman
- 2008: Nothing Like the Holidays
- 2009: Mütter und Töchter (Mother and Child)
- 2009: Down for Life
- 2009: Becoming Eduardo
- 2011: The Perfect Family
- 2013: In the Dark (Fernsehfilm)
- 2013: Blaze You Out
- 2013: Plush
- 2013: Modern Family (Fernsehserie, zwei Episoden)
- 2013: King John (Fernsehfilm)
- 2014: Matador (Fernsehserie, sieben Episoden)
- 2015: Grandma
- 2015: Girl on the Edge
- 2015: Ana Maria in Novela Land
- 2018: The Song of Sway Lake